# ليبان ليه
ليبان ليه هو اسم أكبر مزارع الألبان في لبنان التي تأسست في عام 1997.
ليبان ليه تنتج وتوزع منتجات الألبان في لبنان. لديها اتفاق امتياز مع كانديا المنتج الرائد للحليب المعقم في فرنسا مما يسمح لها لتوزيع وتصنيع المنتجات تحت اسم العلامة التجارية كانديا.
ليبان ليه ينتشر على مساحة 504,000 متر مربع في سهل البقاع. تشمل المرافق مزرعة ومصنع تجهيز آلي بالكامل.
هوجم ليبان ليه خلال حرب لبنان 2006. ليبان ليه لديه عقد لتوريد قوة الأمم المتحدة المؤقتة في لبنان بالحليب وسبق أن عقد هذا العقد من قبل شركة إسرائيلية.

## وصلات خارجية
- الموقع الرسمي نسخة محفوظة 13 يونيو 2006 على موقع واي باك مشين.